# 藤原公定 (参議)
藤原 公定（ふじわら の きんさだ）は、平安時代後期の公卿。藤原北家小野宮流、権中納言・藤原経家の長男。官位は正三位・参議。高松宰相と号す。

## 経歴
後冷泉朝の康平3年（1060年）従五位下に任ぜられ、康平6年（1063年）侍従、治暦2年（1066年）少納言に任ぜられる。
治暦4年（1068年）従五位上に叙せられると、治暦5年（1069年）正月に正五位下、同年9月従四位下、延久3年（1071年）従四位上と後冷泉朝末から後三条朝にかけて急速に昇進した。延久4年（1072年）白河天皇が即位して、弟の実仁親王が春宮に冊立されると、公定は春宮権亮に任ぜられ、正四位下に昇叙されている。
延久5年（1073年）後三条上皇が崩御したのちは春宮権亮のみを務めてしばらく叙任の記録が途絶えるが、永保3年（1083年）蔵人頭、永保4年（1084年）権左中弁と白河朝後期になって要職に任ぜられ、応徳3年（1086年）参議として公卿に列した。
堀河朝では、議政官の傍らで皇太后宮権大夫や備前権守・美作権守などを兼帯する。寛治6年（1092年）20年振りに昇叙されてようやく従三位となったが、後任参議の源雅俊・藤原宗通・藤原季仲に権中納言昇進で後塵を拝すなど、公卿昇格後の昇進は遅滞した。承徳2年（1097年）正三位に至る。
承徳3年（1099年）7月1日薨去。享年51。

## 無月宰相
『袋草子』には白河院が鳥羽殿にて9月13日夜に池上月という題で歌会を催したところ、公定は無月の歌を詠じたため「無月宰相」と呼ばれるようになった、との譚が記されている。

## 高松宰相の由来
公定が高松宰相と号したことは『尊卑分脈』と『袋草子』に記されているが、この「高松」とは高松殿のことかと考えられる。曽祖父・公任の女が藤原教通に嫁して信長らを産んだことが知られているが、道長一家との縁戚関係が生じたことから公定は高松殿に住んでいたと考えられる。そのため居所にちなんで「高松宰相」と呼ばれた可能性がある。

## 官歴
『公卿補任』による。
- 康平3年（1060年） 正月6日：従五位下（氏爵）
- 康平6年（1063年） 11月9日：侍従
- 康平7年（1064年） 11月：昇殿
- 治暦2年（1066年） 2月8日：少納言
- 治暦4年（1068年） 正月6日：従五位上（少納言）
- 治暦5年（1069年） 正月27日：正五位下（太皇太后宮当年御給）。9月23日：従四位下（関白譲、先坊傅賞）
- 延久3年（1071年） 正月28日：従四位上（上東門院延久元年朔旦未給）
- 延久4年（1072年） 4月6日：斎院長官。日付不詳：散位。12月8日：春宮権亮（春宮・実仁親王）。12月28日：正四位下（上東門院御給）
- 永保3年（1083年） 正月26日：蔵人頭。2月1日：宮内卿。4月25日：兼春宮亮
- 永保4年（1084年） 6月23日：権左中弁
- 応徳2年（1085年） 11月8日：止春宮亮（薨去）
- 応徳3年（1086年） 11月20日：参議
- 応徳4年（1087年） 正月25日：兼備前権守
- 寛治2年（1088年） 12月25日：兼皇太后宮権大夫
- 寛治6年（1092年） 正月5日：従三位（労）。正月：兼備前権守
- 承徳2年（1097年） 正月：正三位。正月：兼美作権守
- 承徳3年（1099年） 7月1日：薨去[3]

## 系譜
『尊卑分脈』による。
- 父：藤原経家
- 母：大江定経の娘
- 生母不明の子女
  - 男子：藤原公通
  - 男子：宗円
  - 男子：公観
  - 男子：公伊
  - 男子：尊胤